# Карел Піларж
Карел Піларж (чеськ. Karel Pilař; 23 грудня 1977, м. Прага, ЧССР) — чеський хокеїст, захисник.  
Вихованець хокейної школи хоакейного клубу «Літвінов». Виступав за «Літвінов», «Сент-Джонс Мейпл-Ліфс» (АХЛ), «Торонто Мейпл-Ліфс», «Спарта» (Прага), «Торонто Марліз» (АХЛ), «Чикаго Вулвз» (АХЛ), «Металург» (Магнітогорськ), ЦСКА (Москва), «Лев» (Попрад), «Векше Лейкерс», «Донбас» (Донецьк), «Анян Халла» (Південна Корея), «Мост» (Чехія).
В чемпіонатах НХЛ — 90 матчів (6+24), у турнірах Кубка Стенлі — 12 матчів (1+4). В чемпіонатах Швеції — 13 матчів (0+4).
У складі національної збірної Чехії учасник чемпіонату світу 2001 (9 матчів, 0+0). 
Досягнення
- Чемпіон світу (2001)
- Чемпіон Чехії (2006, 2007)
- Володар Кубка Колдера (2008).